# 阮福永禄
阮福永禄（1923年10月23日—2009年1月8日），通称永禄，是越南共和国裝甲騎兵中将。他出身法國殖民政府在越南中部開設的地方軍事學校。他在裝甲騎兵行業服役多年，並被任命爲該兵種指揮官。他是越南共和國軍隊最後一位也是任職時間最短（僅在1975年4月29日任職）的一位總參謀長。在此之前，他曾擔任第二軍和第二戰術區的指揮官（1965-1968年），被稱為高原霸主（Chúa tể Cao nguyên），貪腐醜聞頗多，過著封建主一般的奢侈生活。晚年移居美国，并在当地去世。

## 生平

### 身世
阮福永禄1923年10月23日出生於順化，出自阮朝尊室第三正系嘉兴王房，是嘉兴王阮福洪休曾孙、嘉兴郡公阮福膺䘗之孙、嘉兴乡公阮福寶徵之子。作爲一名佛教徒，他還有一個法名“明心”（Minh Tâm）。得益於家庭條件，他從小接受了很好的基礎教育。

### 1968年新春攻勢
1968年戊申節事件，他命令各單位指揮官不要離職，以防意外，但他自己則公然飛回西貢過年。波來古和許多其他城市一樣，也遭到了越共的襲擊。過完年，他仍然沒有回到自己的崗位上，而是回到了自己的私邸。

### 末任總參謀長
1975年4月28日，他被新總統楊文明任命爲越南共和國軍總參謀長，副職是被徵召復員的退休准將阮有幸。上任後，他高呼軍士們並肩死守到底。随後他逃離越南，和家人到美國德克薩斯州休斯頓定居。

### 過世
2009年1月8日，阮福永禄在定居地過世，享年86歲。

## 家庭
他曾經有一任前妻和兩個孩子。後來與當時在越南南方非常有名的女歌手阮氏明孝結婚。他們的情感故事曾在當時成爲了話題。